# Montanhas de Air
As Montanhas de Air (também conhecidas por Maciço de Aïr ou Air) formam um maciço triangular, localizado na região de Agadez, no norte do Níger, no deserto do Saara. As montanhas têm uma altura máxima de cerca de 1.830 m e estendem-se por 84.000 km². Os seus picos mais altos são o Monte Idoukal-n-Taghès (o ponto mais alto do Níger, 2.022 m), Monte Tamgak (1.988 m) e o Monte Gréboun (1.944 m). São conhecidas pela sua arte rupestre, datando do Sexto milénio a.C. ao Primeiro milénio d.C..
O planalto do Air, com uma altura de 500 a 900 metros, forma um microclima que possui uma grande variedade de vida selvagem, e abriga muitas comunidades agrícolas e pastorícias, assim como importantes sítios arqueológicos e geológicos.
Este maciço, em conjunto com o deserto do Ténéré, foram considerados pela UNESCO como Património Mundial, em 1991.